# المدونة الكبرى
المدونة الكبرى هي مجموعة من الأسئلة والأجوبة عن مسائل الفقه وردت للإمام مالك، ورواها عبد السلام بن سعيد التنوخي الملقب بسحنون (240هـ / 854م) الذي جمعها وصنفها، ورواها عن عبد الرحمن بن القاسم العتقي (191هـ / 806م) عن الإمام مالك بن أنس، وتنسب أحيانا إلى سحنون، لأنه رواها، فيقال مدونة سحنون.

## سبب تأليف المدونة
هو أن أبا عبد الله أسد بن الفرات بن سنان مولى بني سليم أصله من أبناء جند خرسان نيسابوري، ولد بنجران سنة 142هـ، قام أبوه محمد بن الأشعث سنة 144هـ سمع من علي بن زياد ولقي أبا يوسف ومحمد بن الحسن وابن أبي زائدة وابن شريك وغيرهم، سمع على هيثم بن بشير سنة 120هـ وسمع من ابن القاسم ومالك، وقال المالكي: خرج أسد للمشرق سنة 172هـ، قيل: لما فرغ من سماع مالك قال له: زدني، فقال له: حسبك ما للناس، وكان مالك إذا سئل عن مسألة كتبها أصحابه فيصير لكل واحد سماع مثل سماع ابن القاسم، فرأى أسد أمرا يطول عليه ويفوته ما رغب فيه من لقي الرجال والرواة فرحل إلى العراق إلى محمد بن الحسن ولازمه وكان يخصه بمجلس وحده ليلا، ثم رجع إلى مصر ولازم ابن القاسم، وقال: أيها الناس إن كان مالك قد مات فهذا مالك، ولا زال يسأل ابن القاسم وهو يجيبه حتى دوّن ستين بابا وسماها الأسدية، ثم ارتحل أسد إلى القيروان وإن أظهرها وسمع الناس وكان سحنون ومحمد بن رشيد يكتبانها، ثم سافر سحنون إلى ابن القاسم فسأله عن أسد فأخبره بما نشر من علمه في جميع الآفاق فسر بذلك ابن القاسم، ثم قرأ سحنون إليه الأسدية وأجابه عنها ورجع عن بعضها، فلما فرغ كتب ابن القاسم كتابا إلى أسد بأن يردّ مدونته إلى مدونة سحنون فشاور أسد بعض أصحابه فأشاروا عليه بعدم ذلك، منها: أنه تلميذك وأنت أدركت مالكا وأبا حنيفة. قال ابن الناجي قال شيخنا البرزلي: الصواب ما فعله أسد لأنه سمع من ابن القاسم أجوبتها مشافهة والرفع على الخط مختلف فيه بين أهل العلم فلا يترك شيء مجمع عليه لشيء مختلف فيه، ثم انتشرت مدونة سحنون وعول عليها الناس. وقيل: إن ابن القاسم لما بلغه امتناع أسد من ذلك دعا أن لا ينتفع بها أحد فكان الأمر كذلك. قال المالكي: كان أسد إمام العراقيين بالقيروان مشهورا بالفضل والدين ودينه ومذهبه السنة، يقول القرآن كلام الله ليس بمخلوق، ثم إن أسدا أمره زيادة الله أن يتوجه إلى صقلية وهو أمير الجيش ففتحها وتوفي بها سنة 213هـ، وقبره ومسجده بصقلية.

## الاسم والنسبة
المدونة هو الاسم الذي رافق العمل الذي قام به الإمام سُحنون منذ البداية، ثم اصطلح المالكية على تسميتها بـالمدونة الكبرى والكتاب والأم فإذا وجدت هذه الأسماء في كتب المالكية؛ فهم يعنون بها المدونة لصيرورتها علما بالغلبة عليها، وربما كانت التسمية تمييزا لها عن تهذيب المدونة للبراذعي الذي أطلق عليه البعض: اسم المدونة.
وتنسب المدونة للإمام مالك – – بالنظر إلى أن أغلب الأقوال والاجتهادات التي تضمنتها هي له. وإلى هذا ذهب بعض القدماء، وألفرد بل، وشفيق شحاته من المعاصرين.
وتنسب لأبي عبد الله عبد الرحمن بن القاسم بن خالد بن جُنَادة العُتَقي، أشهر تلاميذ الإمام مالك، وذلك لأنه الراوي لتلك السماعات والأجوبة عن الإمام مالك، ثم لتضمنها لكثير من آرائه واجتهاداته الخاصة، وممن ذهب لهذه النسبة ابن خلكان، والشيخ محمد أبو زهرة، والأستاذ عبد الوهاب عبد اللطيف، وعبد الحفيظ بن منصور، وجلدزيهر... في آخرين.
وتنسب – وهذه أصح – لأبي سعيد سُحنون بن سعيد بن حبيب التنوخي، واسمه عبد السلام، وسُحنون لقب له، وسمي سحنون باسم طائر حديد النظر، لحدته في المسائل، المدارك، وإنما نسبت إليه لأنه من صحح مسائلها عن ابن القاسم، ثم قام بتهذيبها، وترتيبها، وتذييلها بالآثار... 
وعلى نسبتها للإمام سحنون جماعة كبيرة من الباحثين المعاصرين، منهم: محمد الطالبي، والأهواني، ومحمود علي مكي، وعبد المجيد التركي، وخليفة با بكر حسن... وجوزيف شاخت، ولافي بروفنسال إفاريست، وموراني... وعدة.
بقيت نسبة رابعة: لأبي عبد الله أسد بن الفرات بن سنان، توفي بصقلية مجاهدا (213 هـ) وهذه نسبة قد اندثرت، ولا تذكر إلا عند الحديث عن أصل المدونة،

## أصل المدونة
يرجع الشيخ محمد الشاذلي النيفر في مقدمته لموطأ ابن زياد صـ 24 بأصل فكرة المدونة جمعا وتأليفا إلى الأسئلة التي توجه بها خالد بن أبي عمران التُجيبي قاضي تونس - تـوفي في 127 هـ - من طرف أهل أفريقية إلى فقهاء المدينة، وبالفعل تمت الإجابة – بعد جهد - على تلك الأسئلة من طرف بعض فقهاء المدينة آنذاك، ورجع بها خالد بن أبي عمران لأهله بأفريقية ليعلموا بعض أمر دينهم.
ويبدو أن تلك الأسئلة وأجوبتها قد بقيت متداولة بين أهل أفريقية يتدارسها الطلبة عن شيوخهم... ومن بين هؤلاء كان علي بن زياد – – تلميذ خالد بن أبي عمران، والذي اشتهر بعد ذلك بالعلم والفضل بين أهل أفريقية، وله الكتاب المعروف «خير من زنته» الذي تقدم ذكره، وهو في أصله سماعه من الإمام مالك لأجوبته المختلفة، فقام علي بن زياد بتصنيف تلك الأجوبة على حسب أبواب الفقه، ودونها في ذلك الكتاب المذكور، ثم لمّا رحل أسد بن الفرات التلميذ النجيب لعلي بن زياد على المشرق يبدو أنه رغب أن يصنع مثلما صنع شيخه وشيخ شيخه خالد بن أبي عمران مع شيء من التوسع في ذلك، فكانت الأسدية التي هي أصل المدونة السُحنونية.

## قيمتها الفقهية
أصبحت المدونة أصل الفقه المالكي، وما عداها لا يعتمد عليه، وهي مقدمة غيرها، وتأتي في الدرجة الثانية بعد الموطأ، وأكثر علماء المالكية يتلقون ما جاء في المدونة بالقبول، وهي أصدق رواية، وأعلى درجة من حيث سماعها وروايتها، وعليها الاعتماد في الفتوى عند علماء القيروان.

## مضمونها
وتتألف المدونة من أسئلة وأجوبة عن مسائل الفقه التي بلغت 6200 مسألة، ومرتبة على أبواب الفقه، وضمنها رواية الإمام مالك عن الصحابة والتابعين، لذلك تعتبر أصح كتب الفروع في الفقه المالكي رواية.
وكتب أبي الوليد محمد بن أحمد ابن رشد الجد (520هـ) لها المقدمات الممهدات لبيان ما اقتضته المدونة من أحكام.

## شروحها
قام الفقيه محمد المشدالي (804 هـ - 866 هـ) بتأليف شرح عن مدونة سحنون سماه «تكملة المشدالي على تعليقة أبي مهدي الوانوغي على المدونة».

## مرجع
1. ↑  كتاب معالم الإيمان في تاريخ قيروان للعلامة ابن ناجي في ترجمة سحنون والتعلايف بالمدونة (ترجمة سحنون والتعلريف بالمدونة صفحة101 تحميل pdf نسخة محفوظة 10 سبتمبر 2017 على موقع واي باك مشين.
2. ↑  تاريخ السودان (كتاب في تاريخ الإسلام والثقافة والدول والشعوب) - عبد الرحمن السعدي - Google Livres نسخة محفوظة 26 يناير 2020 على موقع واي باك مشين.